# Rewelersi
Rewelersi (ang. reveler „hulaka”) – męski zespół wokalny (najczęściej kwartet), prezentujący repertuar z gatunku muzyki rozrywkowej, zazwyczaj w programach rewiowych lub kabaretowych. Znane przedwojenne i powojenne zespoły rewelersów: Chór Dana, Chór Czejanda, Chór Eryana. W programie TVP poświęconym Marianowi Hemarowi występował chór rewelersów, który tworzyli: Marian Opania, Marian Kociniak, Wiktor Zborowski i Jacek Borkowski.